# Sagellula
Sagellula là một chi nhện trong họ Sparassidae.